# Leptosiaphos aloysiisabaudiae
Leptosiaphos aloysiisabaudiae är en ödleart som beskrevs av  Mario Giacinto Peracca 1907. Leptosiaphos aloysiisabaudiae ingår i släktet Leptosiaphos och familjen skinkar. IUCN kategoriserar arten globalt som livskraftig. Inga underarter finns listade i Catalogue of Life.